# Ana María Polvorosa
Ana María Ruiz Polvorosa, més coneguda com a Ana María Polvorosa, (Madrid, 14 de desembre de 1987) és una actriu espanyola. Ha participat en diverses sèries de televisió i és molt coneguda pel seu paper de Lorena a la sèrie Aída.

## Filmografia

### Cinema
- La gota (2005)
- Escuela de seducción (2004)
- Los recuerdos de Alicia (2005)
- Atasco en la nacional (2007)
- Mentiras y gordas (2009)
- Ansiedad (2010)
- No lo llames amor... llámalo X (2011)
- Amor De Madre (2012)
- Solo Química (2014)
- Una vida no tan simple (2023)

### Televisió
- Nada es para siempre (2000)
- Raquel busca su sitio (2000-2001)
- Javier ya no vive solo (2002-2003)
- Hospital central (2003) (1 episodi)
- El Comisario (2004) (1 episodi)
- Ana y los siete (2004)
- Aída (2005-2014)
- Actrices (2011)
- Fenómenos (2012-2013)
- Las chicas del cable (2017-2020)
- La Fortuna (2021)
- La última noche en Tremor (2024)

### Teatre
- Olvida los tambores (2007)
- Hoy no me puedo levantar (2013)

## Premis i nominacions
| Any  | Premi                                                   | Categoria                             | Títol             | Resultat   |
| ---- | ------------------------------------------------------- | ------------------------------------- | ----------------- | ---------- |
| 2009 | Festival Internacional de Cinema Lèsbic i Gai de Madrid | Premio LesGay de Interpretació        | Ed11 y AlienAaron | Guanyadora |
| 2010 | Premis de la Unió d'Actors (Espanya)                    | Millor actriu secundària de televisió | Aída              | Guanyadora |
| 2011 | Premis de la Unió d'Actors (Espanya)                    | Millor actriu secundària de televisió | Aída              | Guanyadora |